# Eva Lisec
Eva Lisec (ur. 17 czerwca 1995 w Celje) – słoweńska koszykarka, występująca na pozycji środkowej, reprezentantka kraju, od 2021 zawodniczka Dinama Kursk.

## Osiągnięcia
Stan na 10 maja 2023, na podstawie, o ile nie zaznaczono inaczej.

### Drużynowe
- Mistrzyni:
  - Rosji (2022)
  - Słowenii (2013–2015)
  - Włoch (2016, 2019)
  - Słowenii U–18 (2013)
- Wicemistrzyni:
  - Rosji (2021, 2023)
  - Węgier (2017)
- Zdobywczyni:
  - Pucharu Słowenii (2013, 2015)
  - Superpucharu Włoch (2019)
- Finalistka Superpucharu Rosji (2022)
- Uczestniczka międzynarodowych rozgrywek:
  - Euroligi (2015/2016, 2017–2022)
  - Eurocup (2018/2019)

### Indywidualne
(* – nagrody przyznane przez portal eurobasket.com)
- MVP:
  - sezonu ligi słoweńskiej (2015)*
  - finałów rosyjskiej ligi PBL (2022)*
  - Pucharu Słowenii (2015)
- Najlepsza*:
  - zawodniczka krajowa ligi słoweńskiej (2015)
  - nowo przybyła zawodniczka ligi słoweńskiej (2012)
  - środkowa ligi:
    - słoweńskiej (2013, 2015)
    - węgierskiej (2017)
- Laureatka nagrody – największy postęp ligi słoweńskiej (2013)*
- Zaliczona do*:
  - I składu:
    - ligi:
      - słoweńskiej (2013–2015)
      - węgierskiej (2017)

    - zawodniczek krajowych ligi słoweńskiej (2013–2015)
    - najlepszych nowo przybyłych zawodniczek ligi słoweńskiej (2012)
    - defensywnego ligi słoweńskiej (2013–2015)

  - II składu ligi rosyjskiej (2022)
  - składu honorable mention ligi rosyjskiej (2023)
- Uczestniczka meczu gwiazd ligi słoweńskiej (2014, 2015)
- Liderka ligi słoweńskiej w:
  - zbiórkach (2015 – 12)
  - skuteczności rzutów z gry (2013 – 57%)

### Reprezentacja

#### Seniorska
- Uczestniczka:
  - mistrzostw Europy (2017 – 14. miejsce, 2019 – 10. miejsce, 2021 – 10. miejsce)
  - kwalifikacji do Eurobasketu (2014/2015, 2016/2017, 2018/2019, 2020/2021, 2022/2023)
- Liderka kwalifikacji do Eurobasketu w przechwytach (2018/2019 – 3,8)

#### Młodzieżowe
- Uczestniczka mistrzostw Europy:
  -     - U–18 (2012 – 12. miejsce, 2013 – 12. miejsce)
    - U–16 dywizji B (2011 – 9. miejsce)
- Liderka Eurobasketu U–18 w zbiórkach (2012, 2013)